# Beatrice Lumpkin
Beatrice Lumpkin (El Bronx, 3 de agosto de 1918) es una activista, organizadora sindical, profesora y escritora estadounidense. Es miembro del Partido Comunista de los Estados Unidos y del Sindicato de Maestros de Chicago, así como organizadora de varios otros sindicatos. Fue profesora titular en Malcolm X College, escribió varios libros sobre historia y matemáticas y es cofundadora de la Coalición de Mujeres Sindicales Laborales.

## Primeros años y educación
Lumpkin nació como Beatrice Shapiro el 3 de agosto de 1918 en El Bronx, Nueva York, de Morris Shapiro (nacido Avrom Hirschenhorn) y Dora Shapiro (nacida Ruhde Chernin), quienes eran inmigrantes rusos de ascendencia judía. Eran miembros de la Unión General de Trabajadores Judíos, una organización socialista en Rusia. Durante la Revolución rusa de 1905, el padre de Beatrice fue arrestado y golpeado, pero escapó de la prisión y obtuvo un pasaporte falso con su nuevo nombre para mudarse a los Estados Unidos. Entró por la isla Ellis y finalmente se instaló en el Lower East Side de Manhattan. La madre de Beatrice, que había ayudado a escapar a su futuro esposo, fue a reunirse con él en 1906 y pronto se casaron. Ambos trabajaron en la industria de la confección de ropa; Dora trabajaba en Greenwich Village en la Triangle Shirtwaist Factory en el Edificio Brown, pero estaba embarazada y no estaba presente durante el incendio de 1911 en la fábrica. Su primer hijo, Max, nació poco después, y la familia se mudó al Bronx donde eran dueños y operaban un negocio de lavado de ropa.
Beatrice es la segunda de tres hijos; su hermano menor murió cuando él era un niño. Se graduó de James Monroe High School, donde se unió a la Liga Nacional de Estudiantes y la Liga Juvenil Comunista de los Estados Unidos. Luego asistió a Hunter College para estudiar historia, obteniendo una licenciatura en 1939. Después de trabajar en una fábrica durante varios años, se graduó de Northeastern Illinois State College en 1967 con un título de Maestría en Ciencias en la Enseñanza y del Instituto de Tecnología de Illinois en 1974.

## Carrera y activismo
El primer trabajo de Lumpkin fue como trabajadora de una fábrica en 1933, a la edad de 14 años; mintió sobre su edad para poder conseguir una posición de quince centavos la hora ensamblando tubos de radio. Poco después, escribió su primer volante titulado «Are you satisfied?» («¿Está satisfecho?») y ayudó a organizar a trabajadores de lavandería afroestadounidenses, en Harlem y el Bronx, a quienes se les pagaba salarios bajos durante la Gran Depresión. Se unió al Sindicato Industrial de Trabajadores del Metal, que más tarde formó parte del Congreso de Organizaciones Industriales. Mientras estaba en Hunter College, ayudó a organizar una huelga estudiantil para protestar contra el militarismo estadounidense en 1935, por lo que fue suspendida de la escuela. Fue suspendida nuevamente dos años después por organizar una conferencia estudiantil antifascista. También fue organizadora del Sindicato Industrial de Trabajadores de Lavandería y se unió al Partido Comunista de los Estados Unidos desde una edad temprana. En 1937, fue contratada por el Congreso de Organizaciones Industriales, junto con otras 15 personas, para una campaña para organizar a 30 000 trabajadores de la lavandería en un sindicato. También se unió a las marchas que protestaban por el encarcelamiento de los Scottsboro Boys y la invasión italiana de Etiopía.
En 1939, después de graduarse de la universidad, se mudó a Brooklyn para trabajar en una lavandería y se convirtió en líder del Local 328. Más tarde se convirtió en técnica de radio en una fábrica y se unió a United Electrical Workers. A partir de 1942, fue técnica electrónica en Buffalo, Nueva York. Durante y poco después de la Segunda Guerra Mundial, fue una activista por los derechos de los inquilinos y ayudó a organizar huelgas y asociaciones de inquilinos. Cuando su familia fue desalojada durante este período, el arrendador le informó al juez sobre su asociación con el Partido Comunista, lo que llevó a que se mantuviera el desalojo. A finales de la década de 1940, Lumpkin organizó un comité en apoyo del candidato del Partido Progresista, Henry A. Wallace, que se postuló para presidente en las elecciones de 1948.
Como parte del movimiento por los derechos civiles en Estados Unidos en las décadas de 1950 y 1960, Lumpkin protestó contra las leyes Jim Crow y se resistió contra las áreas públicas segregadas con su esposo afroestadounidense, Frank Lumpkin, que al igual que ella era un organizador sindical y miembro del Partido Comunista. A mediados de la década de 1960, se convirtió en maestra de las Escuelas Públicas de Chicago y luego se unió al Crane Junior College, que se convirtió en Malcolm X College, donde fue profesora titular. Fue cofundadora de la Coalición de Sindicatos de Mujeres en 1974 y sigue siendo miembro del Sindicato de Maestros de Chicago.
En 1979, Lumpkin escribió su primer libro, Senefer, A Young Genius in Old Egypt, un libro para niños sobre un matemático egipcio. Ella escribió tarde, Always Bring a Crowd!: The Story of Frank Lumpkin, Steelworker (1999), una memoria de la batalla legal de 17 años de su esposo para restaurar las pensiones y los salarios perdidos de 3000 de sus compañeros de trabajo en la planta de acero Wisconsin Steel en South Side, que cerró en 1980. En 2013, escribió una autobiografía, Joy in the Struggle: My Life and Love.
En 2016, Lumpkin ayudó a fundar Intergen, una alianza de activistas intergeneracionales y multirraciales.

## Vida personal
Beatrice se casó con su primer marido, Roderick Mohrherr, en algún momento antes del final de la Segunda Guerra Mundial en 1945; se divorciaron en 1947 después de tener dos hijos, Carl Joseph y Jeanleah. El 22 de octubre de 1949 se casó con Frank Lumpkin con quien tuvo dos hijos más, Paul David y John Robert. Su segundo esposo era un trabajador siderúrgico afroestadounidense y organizador sindical, con quien se mudó a Gary, Indiana en la década de 1950, y se estableció en Chicago en 1962. Como pareja interracial, se encontraron con hostilidad y discriminación tanto en Nueva York como en Chicago. Frank murió el 1 de marzo de 2010.
En la serie de libros de referencia Contemporary Authors, enumeró el senderismo y los viajes como sus pasatiempos y la regla de oro como su religión. Tanto ella como Frank se consideraban humanistas.
Lumpkin dice que votó en todas las elecciones presidenciales de Estados Unidos desde la de 1940. En octubre de 2020, ocupó los titulares de varias publicaciones internacionales cuando se puso un equipo de protección individual inspirado en un traje de materiales peligrosos mientras depositaba su boleta de votación por correo para las elecciones de ese año celebradas durante la pandemia de COVID-19.